# A Genuine Tong Funeral
| Recensione | Giudizio |
| ---------- | -------- |
| AllMusic   |          |

A Genuine Tong Funeral è un album a nome The Gary Burton Quartet with Orchestra, pubblicato dalla casa discografica RCA Victor Records nell'ottobre del 1968.

## Tracce

### LP
Tutte le tracce sono state composte da Carla Bley.
Lato A
1. The Opening / Interlude : Shovels / The Survivors / Grave Train – 6:38
2. Death Rolls – 1:34
3. Morning (Part One) – 1:42
4. Interlude : Lament / Intermission Music – 4:28
5. Silent Spring – 8:00

Lato B
1. Fanfare / Mother of the Dead Man – 2:51
2. Some Dirge – 7:49
3. Morning (Part Two) – 1:18
4. The New Funeral March – 2:40
5. The New National Anthem / The Survivors – 6:35

## Formazione
The Gary Burton Quartet
- Gary Burton – vibrafono
- Larry Coryell – chitarra
- Steve Swallow – contrabbasso
- Bob Moses (accreditato come Lonesome Dragon) – batteria

Altri musicisti
- Steve Lacy – sassofono soprano
- Mike Mantler – tromba
- Leandro "Gato" Barbieri – sassofono tenore
- Jimmy Knepper – trombone, trombone basso
- Howard Johnson – tuba, sassofono baritono
- Carla Bley – piano, organo, conduttore musicale

Note aggiuntive
- Brad McCuen – produttore
- Registrazioni effettuate al RCA's Studio B di New York City, New York
- Ray Hall – ingegnere delle registrazioni
- Jim Fasso – cover art copertina album originale
- Carla Bley – note di retrocopertina album originale[3]